# Isona i Conca Dellà
Isona i Conca Dellà est une commune de la comarque de Pallars Jussà dans la province de Lérida en Catalogne (Espagne).

## Géographie
Commune située dans une région montagneuse située au cœur des Pyrénées. Proche de l'étangs de Basturs.